# АФК Кармартън Таун
АФК Кармартън Таун (на английски: Carmarthen Town Association Football Club, Кармартън Таун Асоусиейшън Футбол Клъб; на уелски: Clwb Pêl-droed Tref Caerfyrddin, Клуб Пеел-дройд Трев Кайрвърдин) е уелски футболен клуб, базиран в едноименния град Кармартън. Играе мачовете си на стадион Ричмънд Парк с капацитет 3000 зрители.

## Успехи
- Уелска Висша лига:
  -  Трето място (2): 2000/01, 2013/14
- Купа на Уелс:
  -  Носител (1): 2006/07
  -  Финалист (2): 1998/99, 2004/05
- Купа на Висшата лига:
  -  Финалист (3): 2004/05, 2012/13, 2013/14
  -  Финалист (1): 2003/04
- Къмри Чемпиъншип: (2 ниво)
  -  Шампион (1): 1995/96
- Купа на Къмри Чемпиъншип:
  -  Финалист (1): 1995/96
- FAW Premier Cup:
  - 1/2 финалист (2): 2005/06, 2007/08

## Европейски турнири
- Участия в турнира Интертото през сезони 2001 – 2002 и 2006 – 2007 г.
- Участия в турнира за купата на УЕФА през сезони 2005 – 2006 и 2007 – 2008 г.